# ماغنوس دال
ماغنوس دال (بالنرويجية: Magnus Dahl) مواليد 28 سبتمبر 1988 في أوسلو، هو لاعب كرة يد نرويجي يلعب كحارس مرمى. مثل منتخب النرويج لكرة اليد.

## المسيرة الاحترافية
لعب مع نادي باريس سان جيرمان لكرة اليد في الدوري الفرنسي من سنة 2010 إلى 2012، ثم لعب مع نادي فتسلار لكرة اليد في الدوري الألماني من سنة 2013 إلى 2015، ثم لعب مع آي إف كي كريستيانستاد في الدوري السويدي في سنة 2015.

## سجل المنافسة
شارك في البطولات التالية:
- بطولة أوروبا لكرة اليد للرجال 2014

## روابط خارجية
- ماغنوس دال على موقع الاتحاد الأوروبي لكرة اليد (الإنجليزية)
- ماغنوس دال على موقع الاتحاد الفرنسي لكرة اليد (الفرنسية)